# Franz Gonzales
Franz Simón Gonzales Mejía (Cochabamba, 26 de junio de 2000) es un futbolista boliviano. Juega como centrocampista en Oriente Petrolero de la Primera División de Bolivia.

## Trayectoria
Formado en el fútbol base del Sport Boys Warnes, debutó con el primer equipo el 8 de abril de 2018 en el partido de Liga perdido por 4-0 ante el Club San José. Ingresó al partido al 68' por Jorge Samuel Flores Seas.
En febrero de 2020 fue al The Strongest tras tener un buen rendimiento en el Torneo Preolímpico Sudamericano Sub-23 de 2020. En el Tigre disputó 9 encuentros.
En enero de 2021 fichó por Palmaflor de la Primera División de Bolivia. En el equipo cochabambino disputó 2 partidos.
En julio de 2021 arregló con Real Santa Cruz de la Primera División de Bolivia. En el equipo albo disputó 18 encuentros.
En enero de 2022 fue cedido a Platense por el Real Santa Cruz por dos años con opción a compra.
El 29 de junio de 2022 amplió su contrato hasta el 2024 con Platense y fue cedido a préstamo hasta diciembre de 2023 a Oriente Petrolero de Bolivia.

## Selección nacional
Hizo su debut en la selección de fútbol de Bolivia el 9 de octubre de 2020 en un partido de clasificación para la Copa Mundial de Fútbol contra Brasil.

## Clubes
| Club                       | País      | Año           |
| -------------------------- | --------- | ------------- |
| Sport Boys Warnes          | Bolivia   | 2018 - 2019   |
| The Strongest              | Bolivia   | 2020          |
| Palmaflor                  | Bolivia   | 2021          |
| Real Santa Cruz            | Bolivia   | 2021          |
| Platense                   | Argentina | 2022-2024     |
| Oriente Petrolero (cedido) | Bolivia   | 2022-2024     |
| Oriente Petrolero          | Bolivia   | 2025-presente |